# Fouquenies
Fouquenies ist eine französische Gemeinde mit 405 Einwohnern (Stand 1. Januar 2022) im Département Oise in der Region Hauts-de-France. Sie gehört zum Arrondissement Beauvais und liegt im Kanton Beauvais-1 sowie in der Communauté d’agglomération du Beauvaisis.

## Geographie
Die von der Bahnstrecke von Beauvais nach Le Tréport durchzogene Gemeinde mit den Ortsteilen Bracheux und Montmille liegt am rechten (westlichen) Ufer des Thérain an der Départementsstraße D616 rund 4,5 km nordnordwestlich von Beauvais.

## Einwohner
| 1962 | 1968 | 1975 | 1982 | 1990 | 1999 | 2006 | 2011 |
| ---- | ---- | ---- | ---- | ---- | ---- | ---- | ---- |
| 212  | 218  | 534  | 530  | 434  | 439  | 445  | 427  |

## Verwaltung

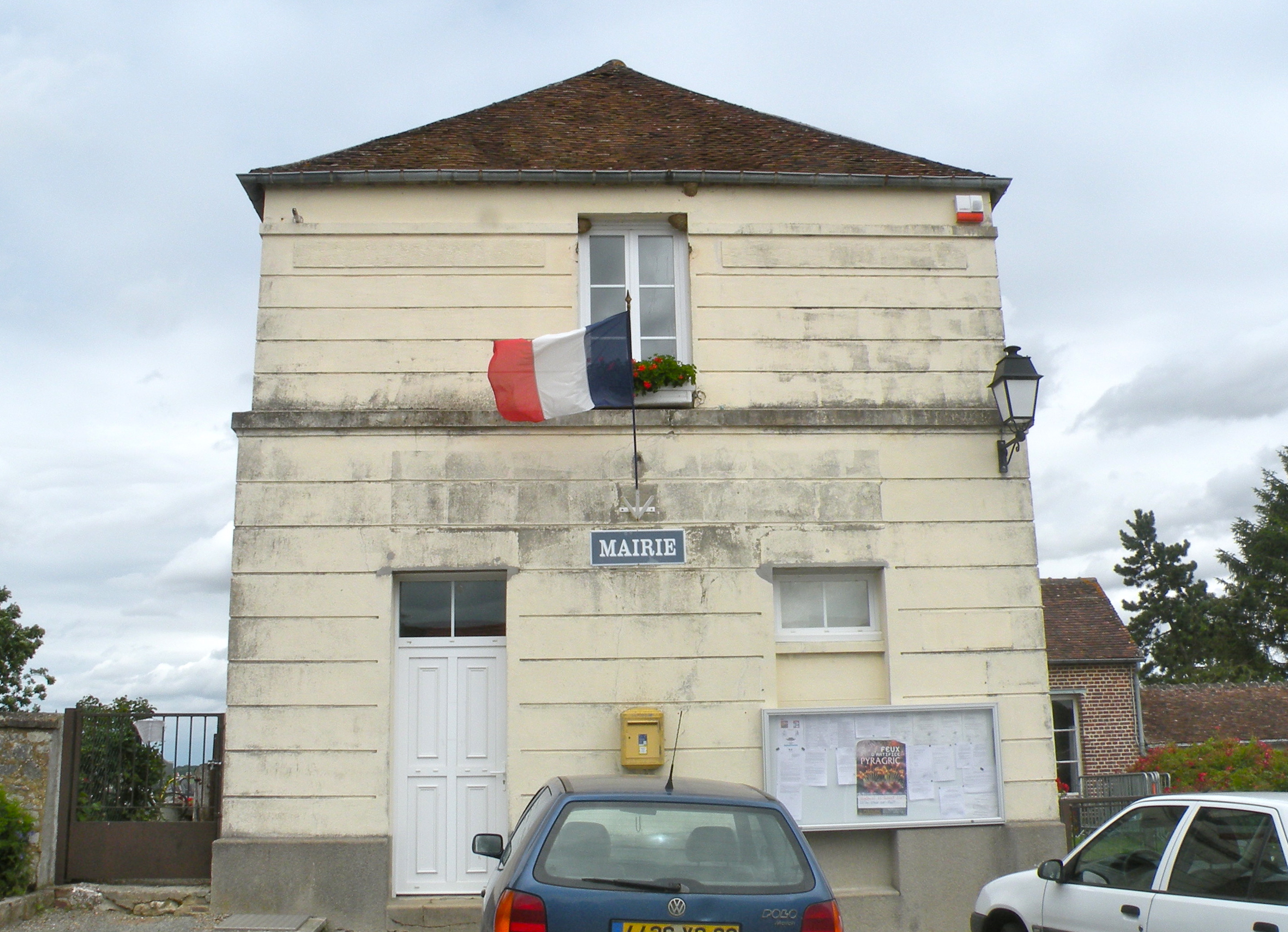
Mairie

Bürgermeister (maire) ist seit 2014 Jean-Louis Chatelet.

## Sehenswürdigkeiten
- Kirche Saint-Lucien im Ortsteil Montmille, die zu einer im 10. Jahrhundert gegründeten Benediktinerpriorei gehörte, seit 1913 als Monument historique klassifiziert.[1]
- Kirche Saint-Lambert in Fouquenies
- Kriegerdenkmal
- Calvaire in Montmille

## Persönlichkeiten
- Aimé Clariond (1894–1959), Schauspieler, bestattet in Fouquenies.
- Der hl. Lukian von Beauvais, hier auf dem Hügel von Montmille um 290 enthauptet.